# 秋之回憶5：encore
《秋之回憶5：encore》（Memories Off 5 encore）是日本電子遊戲公司CyberFront原本預訂於2007年發售的戀愛冒險遊戲。設定上是接續《秋之回憶#5：中斷的影片》劇情的續作。
原本所屬KID公司在2006年12月宣告破產，停止相關的發售計劃。但2007年2月CyberFont公司接手所有KID軟體的相關權利，於2007年7月12日內發售。

## 登場人物
河合春人（Kawai Haruto）　聲優：森久保祥太郎
本作主角，千羽谷大學文學部2年級生。電影社「ＣＵＭ」的成員。與雄介、香月、修司是從高中就認識的友人。每天認真到大學上課。成績中等。沒出息的個性使得自己經常出現心口不一的壞習慣。會在事後對於自己的言行感到十分後悔。年齡20歲，身高175cm，血型B型，4月7日出生(白羊座)。
仙堂麻尋（Sendou Mahir）　聲優：井上奈奈
半年前正式加入ＣＵＭ研。目前於酪薩克打工。打工時段主要在深夜。個性愛逞強。容易火大的類型。緊要時刻時，會有呆掉的習慣。特別容易忘記東西任何事都能熱烈談論的類型。有點熱血。內心有兩面，具有像母性一樣的溫柔。實際上是個愛哭鬼。戀愛方面幾單純。一跟戀愛有關，就會變得害羞，連話也沒辦法好好說。個性相當遲鈍。與人約定見面，絕對不會讓人等。對於自己經常忘記東西這件事頗有自覺，總是用手做確認(不過仍舊忘記)。年齡20歲，身高161cm，血型A型，12月19日出生(射手座)
日名明日香（Hina Asuka）　聲優：野川樱
雄介的妹妹，就读绫园学院三年级，是个超级路痴+机械白痴，在雄介过世的时候曾一度封闭自己的心灵，但在春人和修司的帮助下总算是打开自己封闭的内心，并认定拯救自己的人是春人，自此开始喜欢春人。8月31日出生。
一条秋名（聲優：茅原実里）
私立千羽谷第一高中2年级学生，在录像带出租店打工，通过工作关系认识了香月，借这层关系来到CUM研当了临时助手。憧憬CUM研拍摄的【光之阶梯】，对自主拍摄电影抱有兴趣。平时不太表现出感情，有些COOL的女孩子....虽然年纪比明日香小，但是在常人看来比明日香可靠。超级运动白痴，跑步时身体的动作就是不协调。年龄17，生日 10月11日，血型 A，身高 155CM B 79 W 54 H80，爱好：相片（照相机），头疼：运动，住所：千羽谷（自己家）

## 外部連結
- （日語）《秋之回憶#5 encore》官方網站（KID），存於網際網路檔案館